# La strana coppia (opera teatrale)
La strana coppia (titolo originale: The Odd Couple) è una commedia scritta da Neil Simon.

## Trama
La commedia è ambientata a New York negli anni sessanta: Felix e Oscar, due divorziati diversi in tutto e per tutto, dividono un appartamento e si scontrano con i problemi di convivenza quotidiana.

## Rappresentazioni
La commedia venne rappresentata per la prima volta al Plymouth Theatre a Broadway il 3 ottobre 1965, per la regia di Mike Nichols: i protagonisti erano Art Carney nella parte di Felix e Walter Matthau in quella di Oscar. La pièce venne poi allestita al Eugene O'Neill Theatre (1966-1967). In totale ebbe 966 rappresentazioni.
Il ruolo di Cecily Pigeon era di Monica Evans. Sia la Evans sia Matthau presero parte anche alla trasposizione cinematografica della commedia stessa, negli stessi ruoli, mentre il ruolo di Felix fu interpretato da Jack Lemmon.
In Italia, la prima rappresentazione fu allestita da Garinei e Giovannini il 15 novembre 1966, presso il teatro Politeama, a Napoli. Qui i ruoli che furono di Matthau e Lemmon furono interpretati rispettivamente da Walter Chiari e Renato Rascel.